# Засецкие
Засецкие (Засетцкие, пол. Zasiecki) — древний русский дворянский род.
При подаче документов (1686), для внесения рода в Бархатную книгу, была предоставлена родословная роспись Засецких.
Род внесён в VI часть родословных книг Вологодской, Московской, Санкт-Петербургской, Смоленской, Тамбовской и Тульской губерний.

## Происхождение и история рода
Происходит, по сказанию древних родословцев, от «муж честен» Николая Засецка, выехавшего из Италии (1389) в Москву к великому князю Василию Дмитриевичу и после крещения названного Дмитрием. В XVI и XVII веках многие Засецкие были стольниками и воеводами.

## Описание герба
В щите, имеющем золотое поде, изображена красного цвета городовая Стена с тремя Башнями, в воротах которой поставлен Воин с Мечом.
Щит увенчан обыкновенным дворянским Шлемом с дворянскою на нём короною и Страусовыми перьями; на середине коих видны три Башни красного цвета. Намёт на щите золотой, подложенный красным. Герб рода Засецких внесён в Часть 4 Общего гербовника дворянских родов Всероссийской империи, стр. 37.

## Известные представители
- Засецкие: Дмитрий Иванович и Григорий Петрович — мещовские городовые дворяне (1627).
- Засецкий Григорий Томилович — стольник патриарха Филарета (1627—1629), московский дворянин (1629—1640).
- Засецкий Михаил Иванович — патриархий стольник (1627), московский дворянин (1640—1658), стольник царицы Евдокии Фёдоровны (1692).
- Засецкие: Никифор Худяков, Матвей Томилович, Иван Дмитриевич, Фёдор и Василий Андреевичи — московские дворяне (1627—1640).
- Засецкие: Семён Осипович, Михаил и Алексей Докучаевичи, Василий Томилин, Андрей Воинович, Абрам Иванович — московские дворяне (1636—1658).
- Засецкий Иван Михайлович — стряпчий (1640), стольник (1658—1676).
- Засецкие: Иван Григорьевич, Иван Васильевич — московские дворяне (1658—1668).
- Засецкий Василий Константинович — воевода в Арзамасе (1639).
- Засецкий Михаил Федорович — воевода в Осташкове (1647—1649).
- Засецкий Григорий Константинович — воевода в Кузнецке (1649—1650).
- Засецкий Михаил Федотович — воевода в Веневе (1651).
- Засецкий Иван Иванович — стряпчий (1568), стольник (1658—1668), стольник царицы Натальи Кирилловны (1676), стольник (1676—1692).
- Засецкий Назарий Михайлович — стряпчий (1658), стольник (1668—1676).
- Засецкий Иван Матвеевич — воевода в Нарыме (1664).
- Засецкий Алексей — воевода в Данкове (1665).
- Засецкий Матвей Фомич — стольник (1671).
- Засецкий Иван Иванович — стольник, воевода в Туле (1676—1678).
- Засецкий Матвей Иванович — стольник царицы Натальи Кирилловны (1676), стольник (1686—1692).
- Засецкий Емельян Матвеевич — стольник, воевода в Курмыше (1682), в Арзамасе (1694—1695).
- Засецкие: Степан Матвеевич, Евсевий Иванович, Фёдор, Пётр, Богдан и Зиновий Григорьевичи — московские дворяне (1668—1692).
- Засецкий Пётр Иванович — стольник царицы Прасковьи Фёдоровны (1686), стольник (1687—1692), стольник царицы Прасковьи Фёдоровны (1692).
- Засецкий Семён Богданович — стольник царицы Прасковьи Фёдоровны (1686), стольник (1687—1692).
- Засецкий Фёдор Васильевич — стольник царицы Прасковьи Фёдоровны (1686—1692).
- Засецкие: Фёдор Иванович, Степан Фёдорович, Емельян Матвеевич, Василий Григорьевич, Василий Васильевич, Василий и Иван Богдановичи, Богдан Андреевич — стольники (1692)[4][5].
- Засецкий — поручик, гренадер графа Аракчеева — погиб в сражении при Шевардино и Бородино (24/26.08.1812), его имя занесено на стену храма Христа Спасителя[6].